# 交换价值

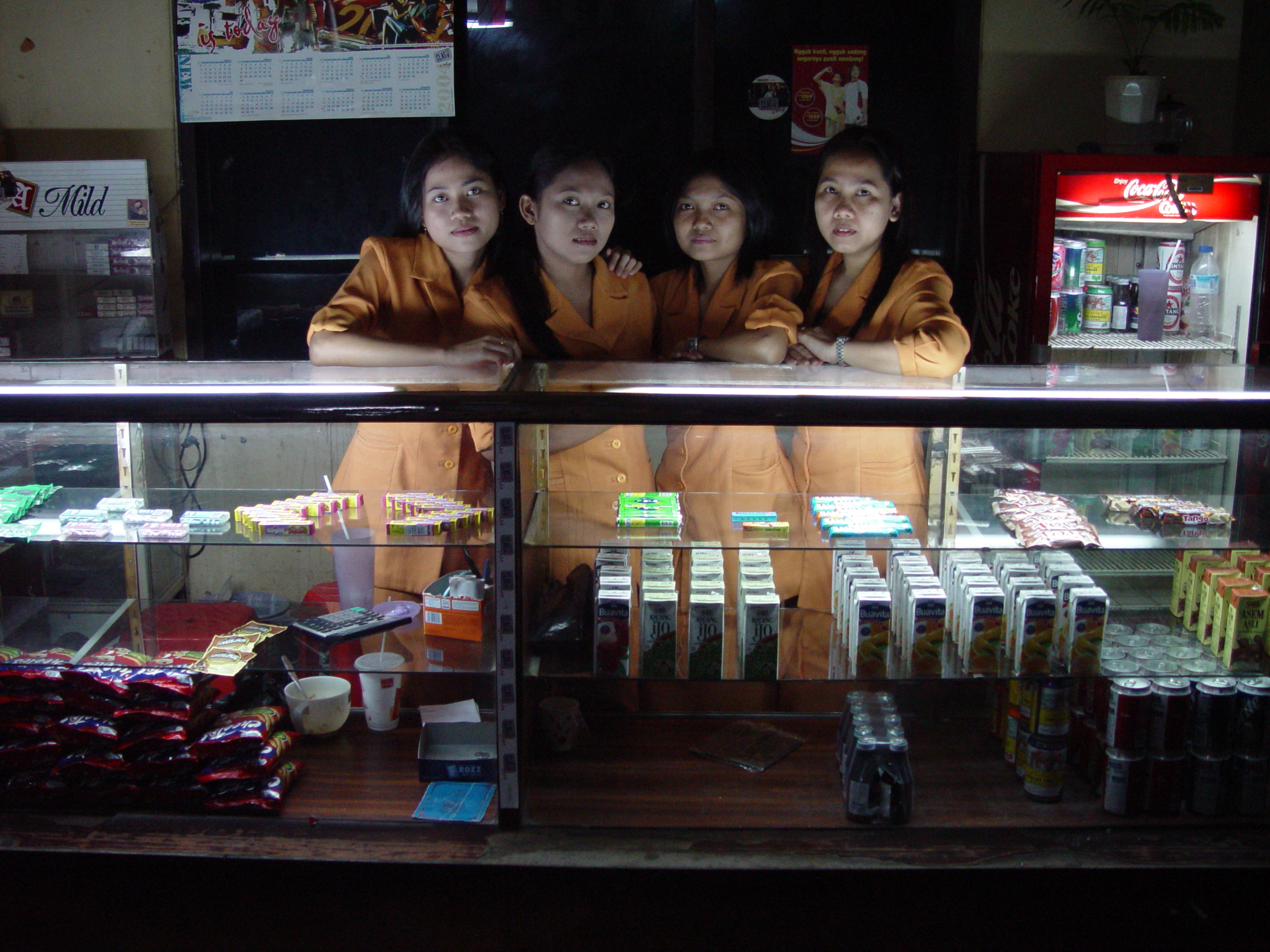
交易櫃台商品皆有標價，內還涵服務員的勞動價值。

交換價值（英文：Exchange value）在政治经济学指的是當一種產品在進行交換時，能換取到其他產品的價值。 与人类学领域的自由价值学说相反，交换价值是马克思提出的概念。
交換價值在馬克思的學說中，是物品藉著一種明確的經濟關係才能夠產生出的價值，也就是說，經濟關係乃是交換價值的背景。交換價值只有在一個產品在進行交換時，特別是產品被作為商品在經濟關係中出售及購買時，才具有意義。交换价值的根本属性是产品的使用价值，但是交换价值在商品交易中是根据双方需求会发生较大的波动。例如1公升水，在平时和旱季，其使用价值是一样的，但是交换价值的变化就很大。